# Las Coloradas (Yucatán)
Las Coloradas ist ein kleines Fischerdorf an der Nordküste der Halbinsel von Yucatán und gehört zum Municipio Río Lagartos. Die Einwohner leben vom Fischfang und von den Salinen, die zu den größten in dieser Region gehören.
Die Becken der Salinen bieten auch Heimat für Flamingos, die durch die Nahrung in den dortigen Becken ihre Farbe erhalten.